# 弗兰切斯卡·博尔托洛齐
弗兰切斯卡·博尔托洛齐（義大利語：Francesca Bortolozzi，1968年5月4日—），意大利击剑运动员。她曾代表意大利参加1988年、1992年和1996年夏季奥林匹克运动会击剑比赛。她的丈夫安德烈亚·博雷拉同样也是击剑选手。